# Batagaika-Krater
Koordinaten: 67° 34′ 48″ N, 134° 46′ 17″ O

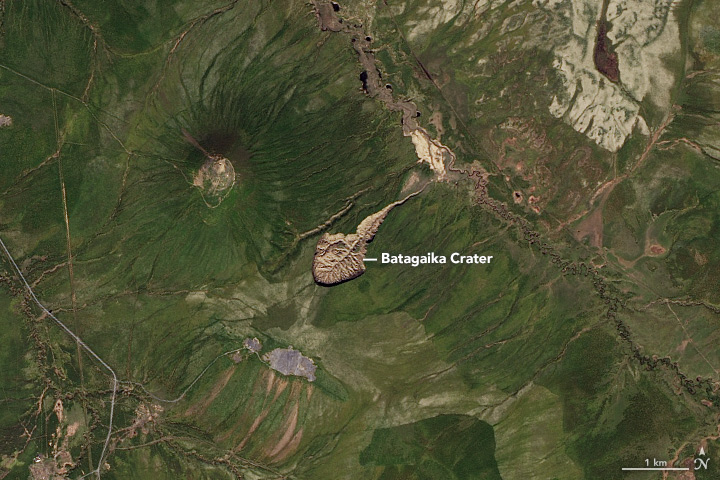
Satellitenbild (2016)

Der Batagaika-Krater (auch Batagaika Megaslump) ist eine Thermokarst-Vertiefung von einem Kilometer Länge und etwa 100 Metern Tiefe in der nordostsibirischen Taiga, in der Republik Sacha (Jakutien) in Russland. Sie befindet sich 10 Kilometer südöstlich von Batagai und 5 Kilometer nordöstlich der Siedlung Esse-Chaija, etwa 660 Kilometer nordnordöstlich der Republikhauptstadt Jakutsk. Das Gebilde ist nach der unweit fließenden Batagaika benannt, einem rechten Zufluss der Jana. Üblicherweise führen Überschwemmungen zu weiteren Absenkungen.
Die Entstehung der Vertiefung begann in den 1960er-Jahren, nachdem bei Straßenbauarbeiten bei Batagai Wald gerodet und damit die abschirmende Wirkung gegen die direkte Sonneneinstrahlung verloren gegangen war. Dieser Effekt überlagerte den ohnehin schon bestehenden Auflösungsprozess der Permafrostböden durch die globale Erwärmung.
Es wird geschätzt, dass hier ca. 5000 Tonnen CO2 jährlich entweichen.
Der Krater zeigt keine Anzeichen einer Stabilisierung, seine gebogene Stirnwand weicht zwischen 10 und 30 Meter pro Jahr zurück.
Eine Studie von 2021 legt nahe, dass die tiefsten aufgeschlossenen Schichten des Permafrosts im Batagaika-Krater mit rund 650.000 Jahren den ältesten bisher bekannten Permafrost Eurasiens bilden.

## Krater als Fundstelle
Im Jahr 2018 wurde im Batagaika-Krater die vollständig erhaltene Eismumie eines Fohlens der ausgestorbenen Wildpferdart Equus caballus lenensis gefunden. Wissenschaftler der Universität in Jakutsk schätzten ihr Alter auf 30.000 bis 40.000 Jahre. Ein ähnlicher Fund, diesmal war es ein etwa ein Jahr altes Mammut, wurde 2024 gemacht. Das ungewöhnlich vollständig erhaltene Tier wurde auf ein Alter von 50.000 Jahren datiert.